# Beat Schumacher
Beat Schumacher (* 16. März 1964 in Sulz AG) ist ein ehemaliger Schweizer Radrennfahrer.

## Sportliche Laufbahn
1981 hatte er seinen bedeutendsten sportlichen Erfolg, als er im Rennen der UCI-Strassen-Weltmeisterschaften der Junioren das Einzelrennen vor Oleh Tschuschda gewann. Auch den nationalen Titel der Junioren holte er sich in jener Saison. Dazu kam der Weltmeistertitel im Querfeldeinrennen (heutige Bezeichnung Cyclocross) der Junioren 1982, den er vor Erwin Nijboer gewann. 1984 wurde er Sieger der Schynberg-Rundfahrt.
1985 wurde Schumacher Vize-Weltmeister der Amateure im Querfeldeinrennen hinter Mike Kluge.